# Mignerette

Mignerette este o comună în departamentul Loiret din centrul Franței. În 1 ianuarie 2022 avea o populație de 357 de locuitori.